# Espagnac-Sainte-Eulalie
Espagnac-Sainte-Eulalie è un comune francese di 87 abitanti situato nel dipartimento del Lot nella regione dell'Occitania.

## Società

### Evoluzione demografica
Abitanti censiti